# Кјурпајп
Кјурпајп (енгл. Curepipe) је велики град на Маурицијусу, који се налази у централној области острва. Други је по величини и важности, након Порт Луја. Према попису становништва Маурицијуса 2018. године, у граду је живело 78.618 становника. Неки историчари верују да је име граду дато по покојном земљопоседнику током 18. века.
Тренутни градоначелник је господин Ханс Берти Маргерит. Тренутни руководилац управе је госпођа Југрооп. Историјска градска већница је заправо првобитно била смештена у Моки, а цела зграда је пресељена у Кјурпајп 1903. године.
У поређењу са остатком острва Кјурпајп се налази на узвисини од 561 м, која се често назива централни плато. Као последица овог положаја, Кјурпајп је познат по релативно хладној и кишној клими.
Французи су направили ово насеље на почетку француске окупације острва.

## Партнерски градови
- Кастел Гандолфо